# Calais RUFC
Calais Racing Union FC (Calais RUFC) là một câu lạc bộ bóng đá Pháp có trụ sở tại Calais, Pháp.
Calais RUFC được thành lập vào năm 1974 sau khi sáp nhập hai câu lạc bộ địa phương và, với tư cách là một câu lạc bộ nghiệp dư, đã lọt vào Chung kết 2000 Coupe de France, thua trước FC Nantes Atlantique. Câu lạc bộ chơi tại Stade de l'Épopée 12.342 chỗ ngồi. Calais Racing Union đã giải thể vào tháng 9 năm 2017.

## Lịch sử

### Thành lập

#### Racing Club de Calais
Câu lạc bộ được thành lập vào năm 1902 với tên Racing Club de Calais. RC Calais đã có kết quả xuất sắc trong các mùa giải đầu tiên của Coupe de France, tham gia vòng tứ kết của cuộc thi năm 1921, vòng 1/8 vào năm 1922 và 1/16 vào năm 1923, 1924, 1925, 1926 và 1930. Năm 1921, Calais thậm chí đã đánh bại CASG Paris 3-2 ở vòng 2. Câu lạc bộ gia nhập hàng ngũ chuyên nghiệp vào năm 1933. Thiếu đủ nguồn tài chính, Calais đã chọn từ bỏ vị thế chuyên nghiệp vào năm 1938, vẫn là 5 năm duy nhất của bóng đá chuyên nghiệp ở Calais. RC Calais vẫn ở trong các bộ phận nghiệp dư, gia nhập lại CFA vào năm 1962 nhưng những năm sau đó dao động giữa CFA và Division d'Honneur.

#### Union Sportive
Union Sportive được thành lập sau cuộc chiến năm 1947, sau khi sáp nhập hai câu lạc bộ địa phương. Thành công chính của nó là đạt đến vòng 1/32 Coupe de France và xuất hiện đáng chú ý trong Coupe Gambardella.

### Sáp nhập
Racing Club được sáp nhập với Union Sportive vào năm 1974, được đổi tên thành Câu lạc bộ bóng đá Calais Racing Union để phản ánh tên của 2 câu lạc bộ và được trao cho cả hai màu của câu lạc bộ. Trước trận đấu derby giữa hai đội đã thu hút tới 5000 người hâm mộ.

### 1999-2000 Coupe de France
Calais RUFC lọt vào tầm ngắm quốc tế trong cuộc đua tới trận chung kết 2000 Coupe de France, dưới thời HLV người Tây Ban Nha Ladislas Lozano. Được tạo thành từ các giáo viên, công nhân bến tàu và nhân viên văn phòng, cuộc tranh tài của Calais đã chứng kiến việc đội đánh bại các đội hạng nhất Racing Strasbourg và Bordeaux.
Cuối cùng, họ đã thua 2-1 trước Nantes trong trận chung kết tại Stade de France ở Paris vào ngày 7 tháng 5 năm 2000, mặc dù đã dẫn trước 1-0 sau hiệp một.

### Lịch sử gần đây
Câu lạc bộ đã chơi trận đấu đầu tiên của họ trong Stade de l'Épopée mới của họ vào ngày 27 tháng 9 năm 2008, thua 4-1 trước Laval trong trận Championnat National (hạng ba). Calais đã xuống hạng từ Championnat National vào cuối mùa 2008-09, điều này sẽ dẫn đến việc họ chơi trong CFA, nhưng vào ngày 14 tháng 7 năm 2009, DNCG đã thông báo rằng Calais RUFC đã xuống hạng CFA 2 vì lý do hành chính. Vào ngày 17 tháng 4 năm 2010, câu lạc bộ đã phá vỡ kỷ lục tham dự một trò chơi CFA 2, trước đây đã ghi nhận mức 3.078 khán giả. Trận đấu với Wasquehal có sự tham dự của khoảng 4.000 khán giả.   

Vào ngày 15 tháng 5 năm 2010, CRUFC đã chiến thắng CFA 2 Bảng A bằng cách đánh bại Gravelines 2-0, với Alexandre Danset ghi cả hai bàn thắng. Do đó, họ đủ điều kiện để cạnh tranh trong CFA cho mùa 2010-11. Tuy nhiên, vào ngày 3 tháng 6 năm 2010, câu lạc bộ đã bị tòa án trung ương Boulogne đưa vào thanh lý và FFF sau đó đã từ chối việc quảng bá câu lạc bộ. Họ một lần nữa chiến thắng nhóm của họ trong mùa giải 2010-11 CFA 2, và một lần nữa bị FFF từ chối thăng hạng. Họ vẫn ở CFA 2 cho đến mùa 2013, khi họ được thăng hạng lên CFA với tư cách là một trong những đội giỏi nhất.
Trong mùa giải 2016-17, họ dã đứng cuối bảng CFA B và bị xuống hạng, đã bị trừ 7 điểm vì nhiều lý do trong mùa giải. Sau đó, FFF đã cho họ xuống hạng hành chính, nghĩa là họ sẽ chơi mùa giải 2017-18 ở cấp khu vực một cách tốt nhất.

## Danh hiệu
Cúp Pháp
- Á quân: 1999-00
- Vòng tứ kết: 2005

Nhóm A CFA
- Vô địch: 2006-07

Giải hạng ba (Bắc)
- Vô địch: 1980-81

CFA 2 bảng A
- Vô địch: 1987–88, 1997–98, 2002–03, 2009–10

CFA 2 bảng B
- Vô địch: 2010-11

DH North
- Vô địch: 1975-76

DH North pas de Calais
- Vô địch: 1990-91